# Lengyelország a területi széttagoltság korában
1138-ban meghalt III. (Ferdeszájú) Boleszláv fejedelem. Halála előtt attól félve, hogy négy fia között trónviszály fog kitörni, ami hasonló polgárháborúra vezet, mint amikor annak idején neki kellett harcolnia mostohabátyjával, Zbigniewvel, végrendeletében szétosztotta fiai között az országot. Halálát követően megkezdődött a részfejedelemségek kora.

## Az ország felosztása

A Senioratus kora fejedelmei (Jan Matejko képei szerint):
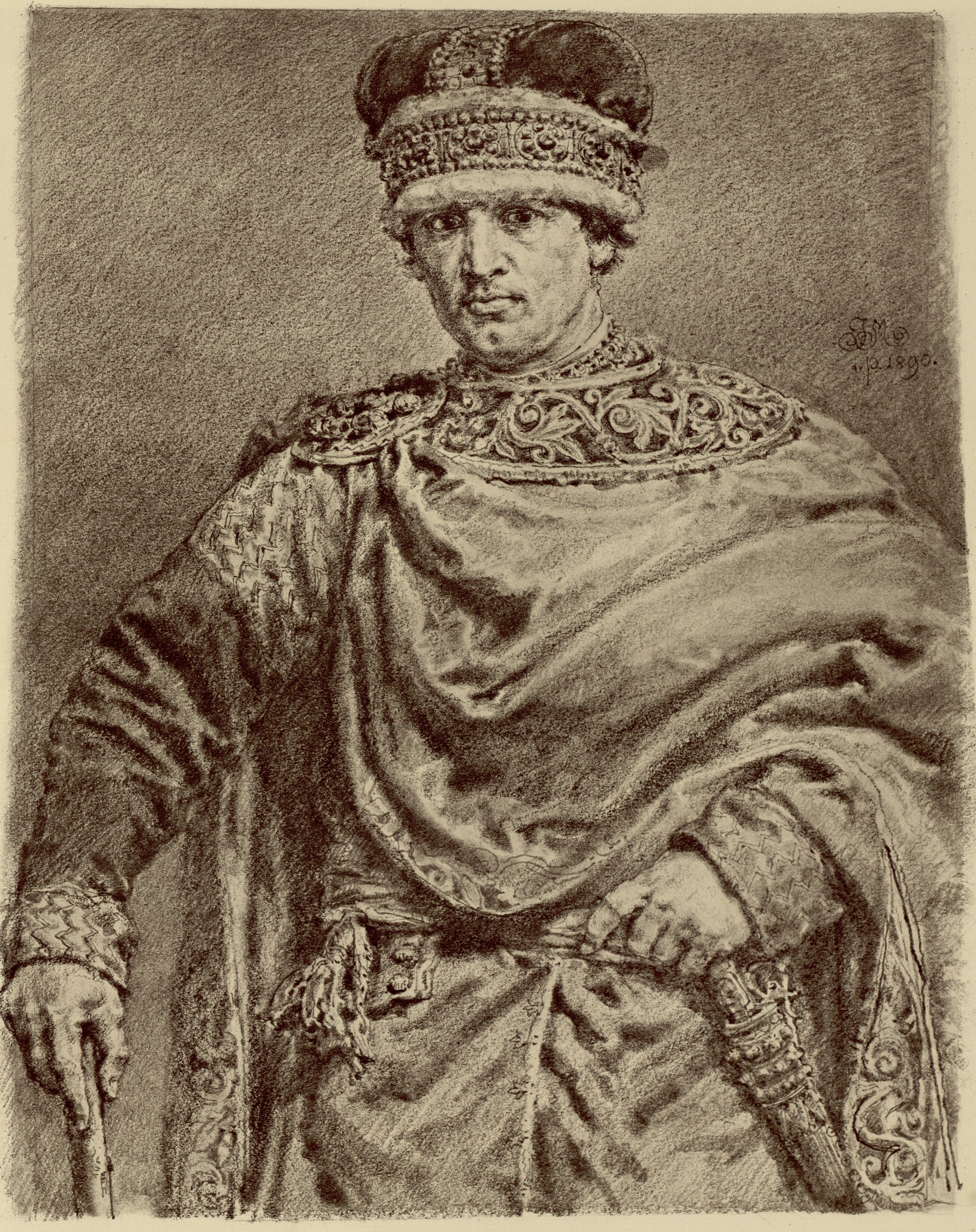
II. Száműzött Ulászló
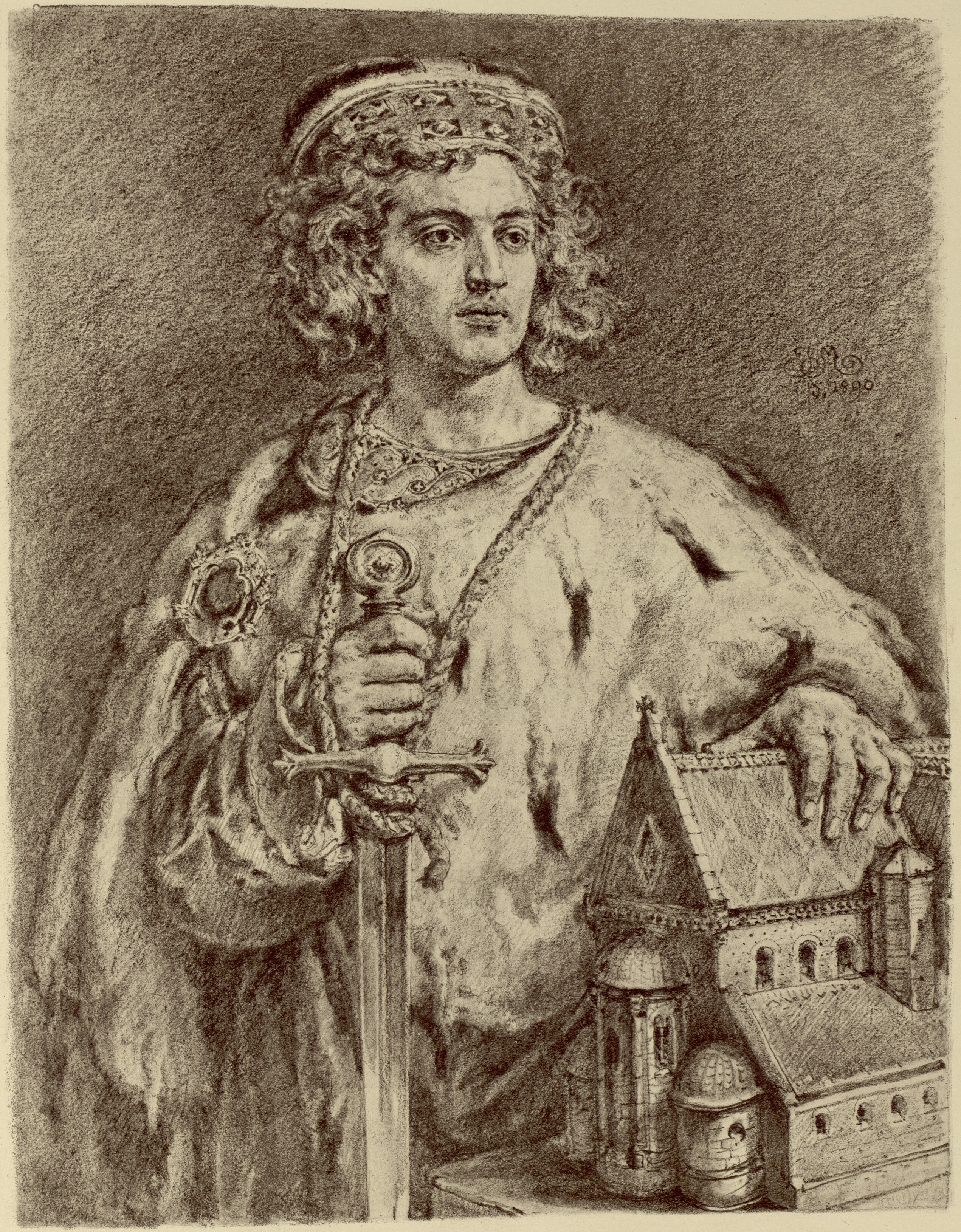
IV. Göndörhajú Boleszláv
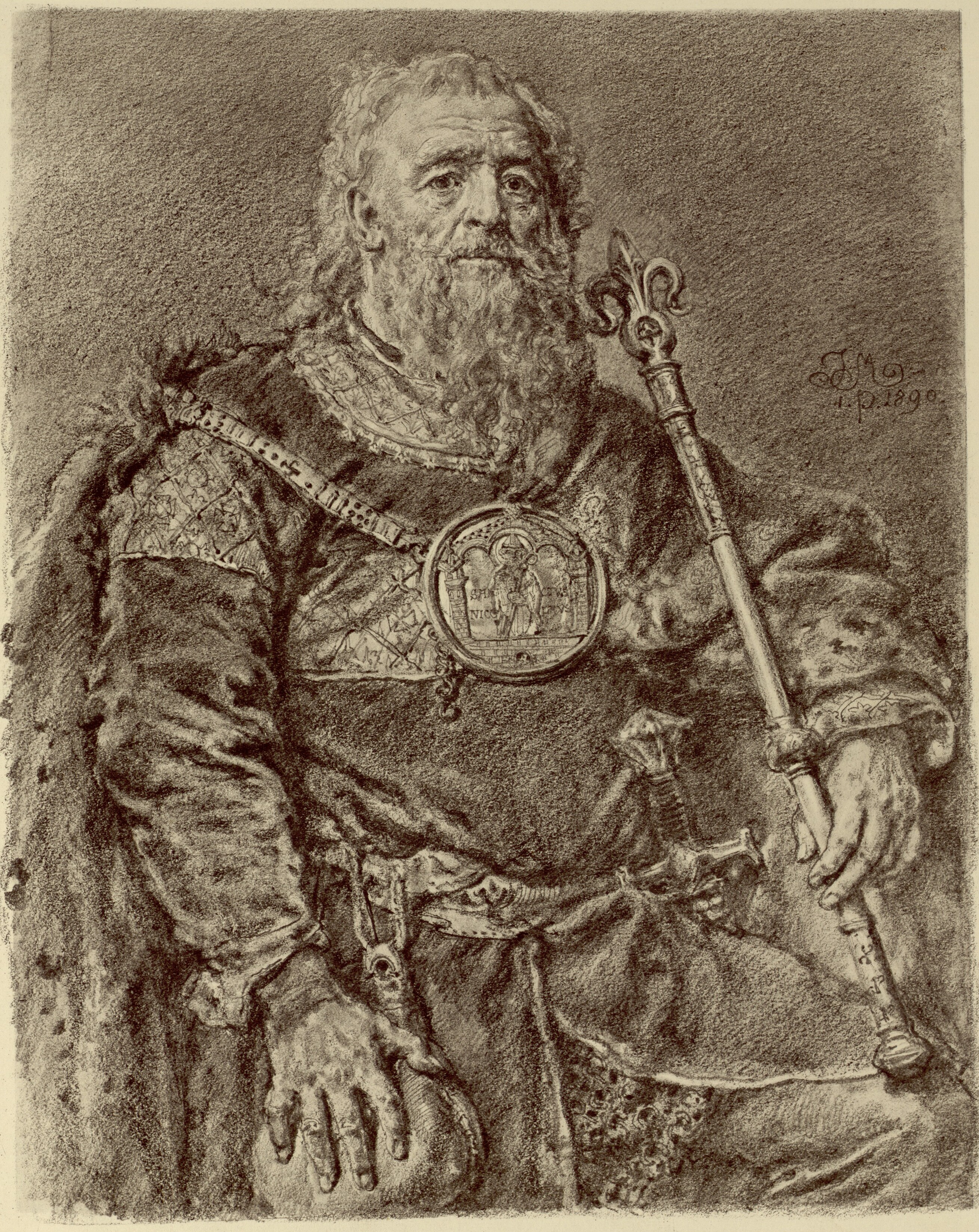
III. Öreg Mieszko
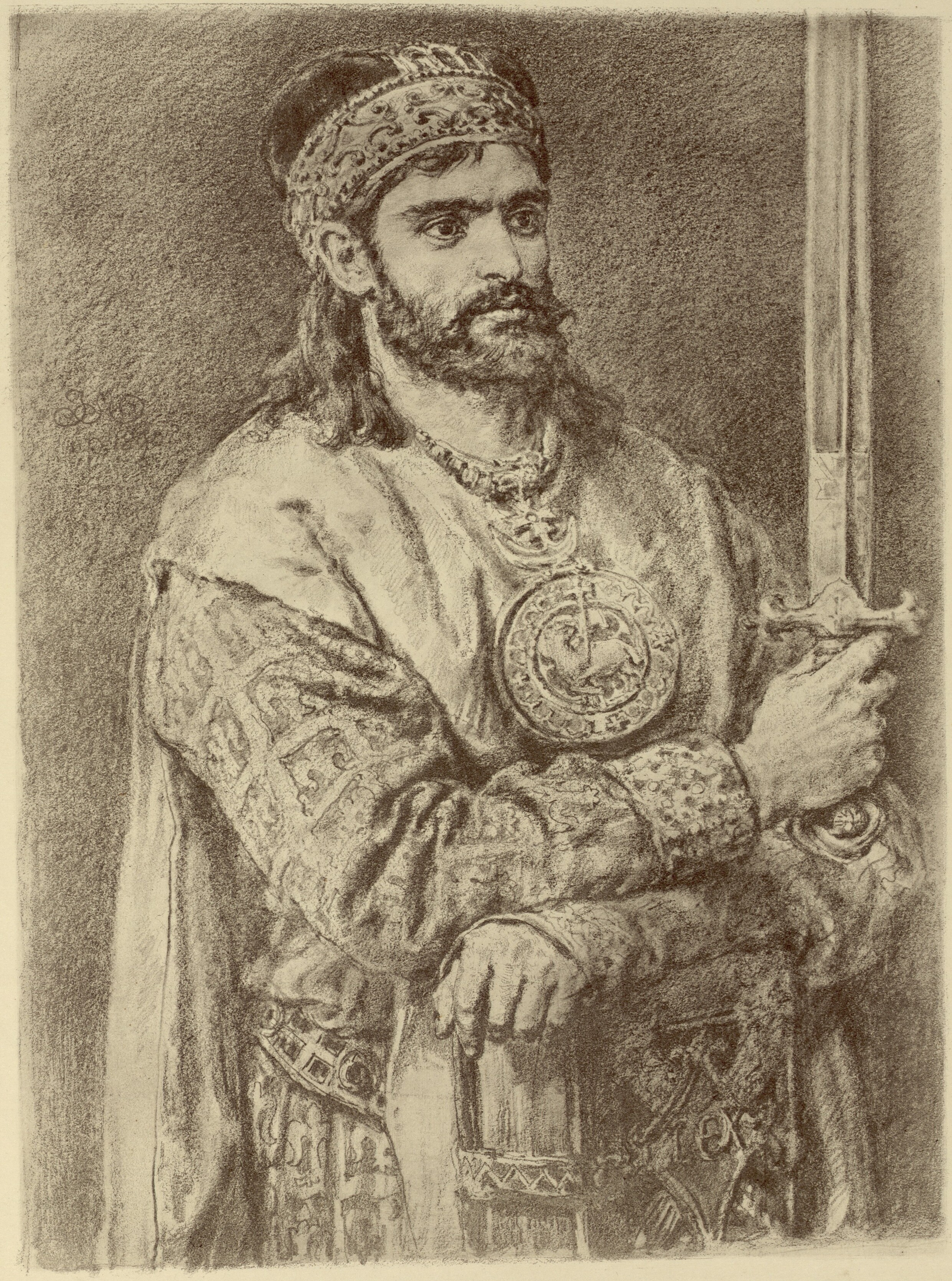
II. Igazságos Kázmér
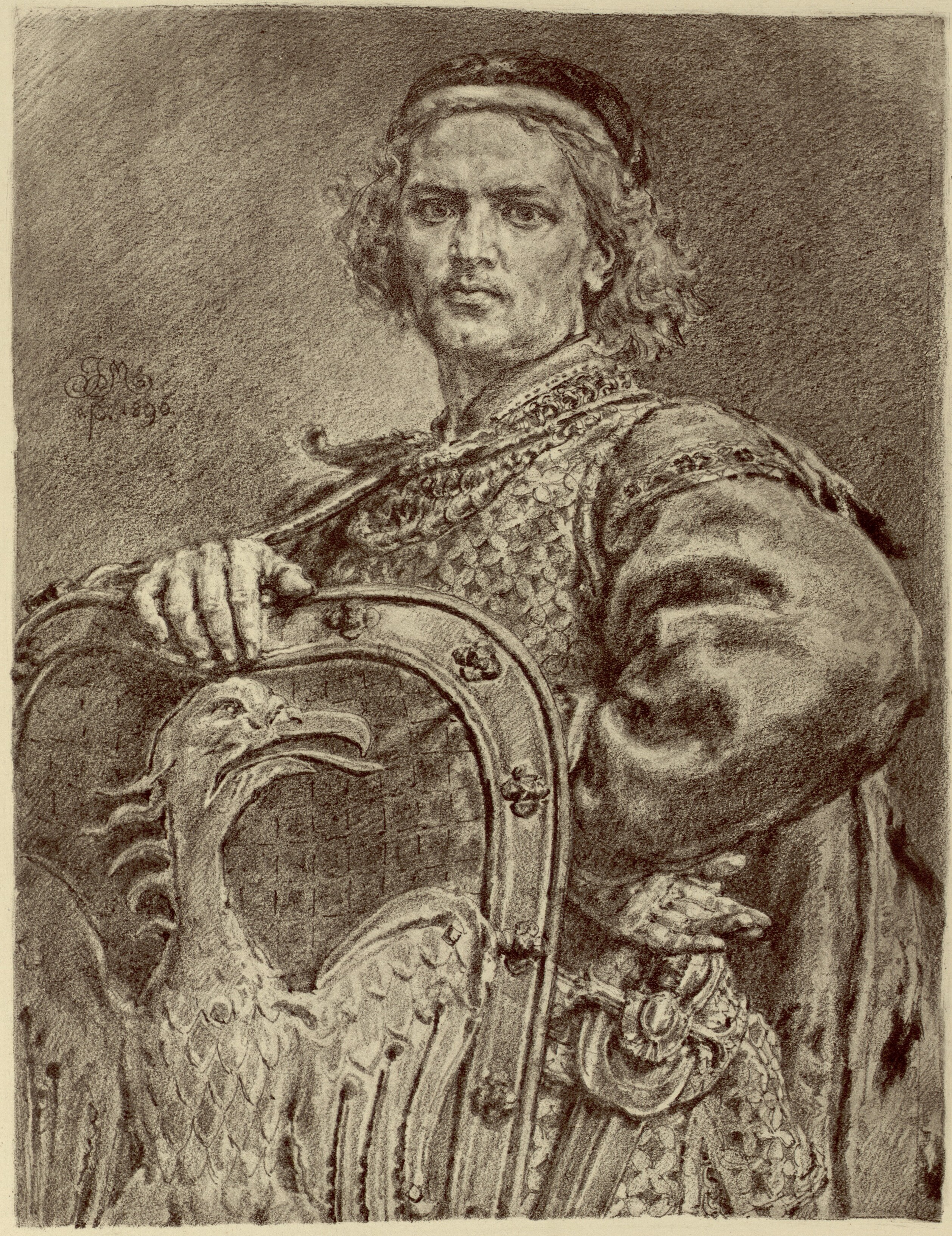
Fehér Leszek
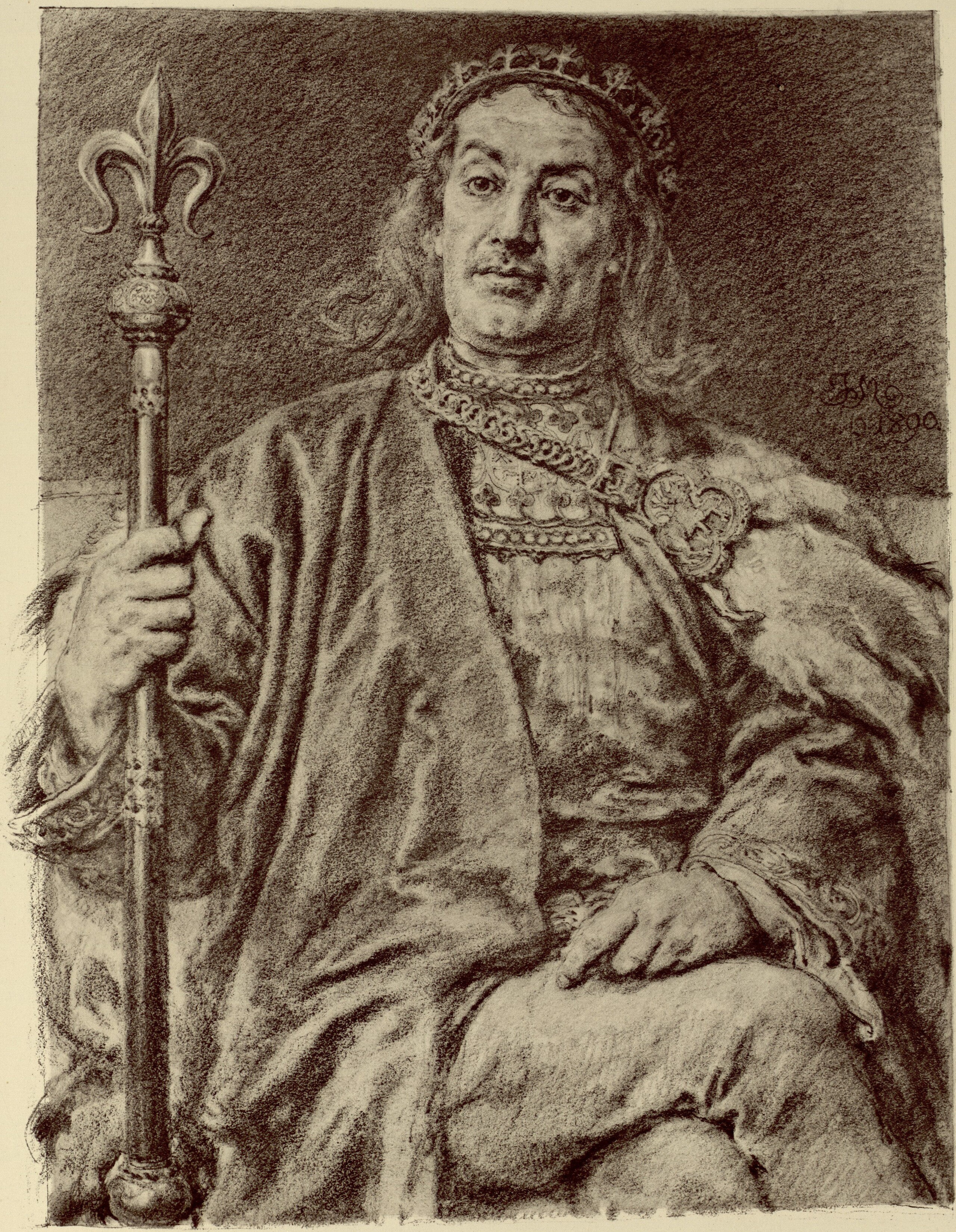
Hosszúlábú Ulászló

Lengyelország felosztása Ferdeszájú Boleszláv végrendelete szerint

A korábban egységes lengyel fejedelemség tartományokra oszlott. A legidősebb Piast lett a senior (princeps), halála után a következő legidősebb lett a senior, övé volt Kis-Lengyelország, Keleti Pomeránia és e tartományokat összekapcsoló földek (Kalisz és Sieradz környéke). Az első senior II. Száműzött Ulászló (Władysław II Wygnaniec) lett, aki megkapta Sziléziát és a lubusi földet (hozzávetőleg a mai lubusi vajdaság területét). Ferdeszájú Boleszláv második fia, IV. Göndörhajú Boleszláv (Bolesław IV Kędzierzawy) Mazóviát kapta meg, a harmadik, Öreg Mieszko (Mieszko III Stary) pedig – Nagy-Lengyelországot. Kezdetben Salomea özvegy-királyné is kapott saját területet (a Mazóvia és Kis-Lengyelország közötti földet, Łęczyca fővárossal), de halála után, 1144-ben Száműzött Ulászló átvette azt.

## ASenioratuskora
Ferdeszájú Boleszláv fiai már az új rendszer elejétől fogva nem voltak elégedettek. Mindenekelőtt II. Ulászló egyeduralomra tört és erővel akarta engedelmességre kényszeríteni öccseit. A princeps törekvéseit ellenezték a főurak és egyházi méltóságok. 1146-ban öccsei elfoglalták Krakkót és a princepsnek Németországba kellett menekülnie (azért lett később előneve Száműzött), ahonnan több kísérletet tett, hogy visszaszerezze hatalmát. Ezek okozták, hogy két német uralkodó - III. Konrád német király (1146) majd Rőtszakállú Frigyes császár (1157) is - betört Lengyelországba. A második hadjárat eredményeképp a testvérek elismerték a császár fennhatóságát, de Száműzött Ulászló már soha nem szerezte vissza a hatalmát; 1159-ben meghalt.
A II. Ulászló száműzése után, IV. Göndörhajú Boleszláv lett a princeps és Sziléziát is elfoglalta. Öreg Mieszko megkapta a keleti Nagy-Lengyelországot Gnieznóval, Ferdeszájú Boleszláv negyedik fiának pedig, Henriknek, a seniori tartományból Göndörhajú Boleszláv kikanyarította a Sandomierzi földet (ezért nevezik Henriket Sandomierzinek). 1163-ban a princeps átengedte Sziléziát II. Ulászló fiainak – I. Magas Boleszlávnak (Bolesław I Wysoki) és Görbelábú Mieszkónak (Mieszko IV Plątonogi), 1166-ban pedig Sandomierzi Henrik, akinek nem voltak fiai, ráíratta a tartományát Kázmérra, a legfiatalabb öccsére, aki már a Ferdeszájú Boleszláv halála után született. De Kázmér nem az egész tartományt vette uralma alá – egy részét a bátyjai foglalták el.
A Göndörhajú Boleszláv halála után (1173), a legidősebb élő testvére, Öreg Mieszko lett a princeps, uralkodása Krakkóban 1177-ig tartott – főurak döntötték meg és engedték át a hatalmat Kázmérnak, ezzel megszegték a senioratus elvét, mert Kázmér a legfiatalabb volt testverei között. Ez az uralkodó II. Igazságos Kázmér néven lett ismert (Kazimierz II Sprawiedliwy). Öreg Mieszko átvette a hatalmat Nagy-Lengyelországban és megalapította a Piast-dinasztia ottani ágát.
1186-ban Igazságos Kázmér átengedte Mazóviát. A halála után (1194) a legidősebb fia, Fehér Leszek (Leszek Biały) lett a princeps és a mazóviai fejedelem. Leszek elvesztette Krakkót 1198-ban, amikor Öreg Mieszko visszatért oda. Mieszko 1202-ben halt meg és utódja a krakkói trónon a fia, Hosszúlábú Ulászló (Władysław Laskonogi) lett, aki Nagy-Lengyelországban is uralkodott. 1206-ban elűzték Krakkóból, Fehér Leszek visszatért, majd 1227-ig uralkodott (megszakításokkal 1210-11 között és 1225-ben).
Abban az évben az egymás között vitatkozó fejedelmek: mazóviai (Konrád, Leszek öccse), sziléziai (Szakallás Henrik (Henryk Brodaty, Száműzött Ulászló unokája), krakkói (Leszek) és nagy-lengyelországi (Władysław Odonic, Hosszúlábú Ulászló unokaöccse, aki sikeresen harcolt a hatalomért nagybátyja ellen) találkozott a Kujávia és Nagy-Lengyelország határán fekvő Gąsawa faluban. Leszek, mint princeps, át szándékozta adni Nagy-Lengyelországot Hosszúlábú Ulászlónak és visszaállítani saját uralmát Pomerániában. Azért Świętopełk pomerániai fejedelem (Leszek formális helytartója Gdańskban, aki nem származott a Piast-dinasztiából), valamint Władysław Odonic veszélyeztetettnek érezték helyzetüket. A találkozón Leszeket meggyilkolták, Henrik pedig megsebesült, a merénylettel Świętopełk és Odonic embereit gyanúsították. Fehér Leszek volt az utolsó krakkói fejedelem, akinek fennhatóságát a többi fejedelem elismerte – a halála jelentette a központi hatalom végét Lengyelországban. Egyes tartományok tovább oszlottak, mert mindegyik uralkodójának volt néhány fia, akiknek országrészt kellett ajándékozni és nem volt semmilyen központi hatalom, amely ezt meggátolta volna.

## A teljes széttagoltság kora

A 13. századi fejedelmek (Jan Matejko képei szerint):
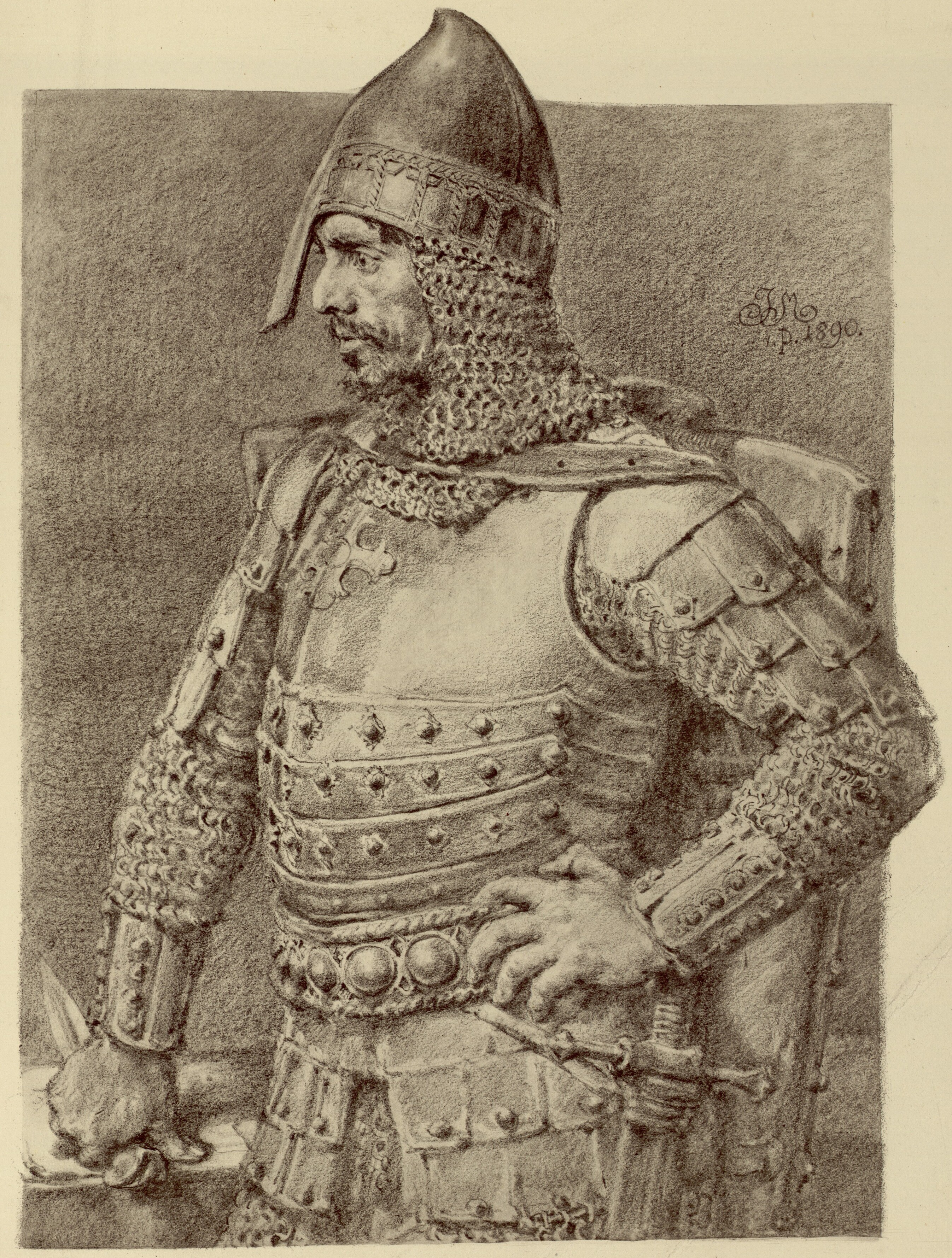
Mazóviai Konrád
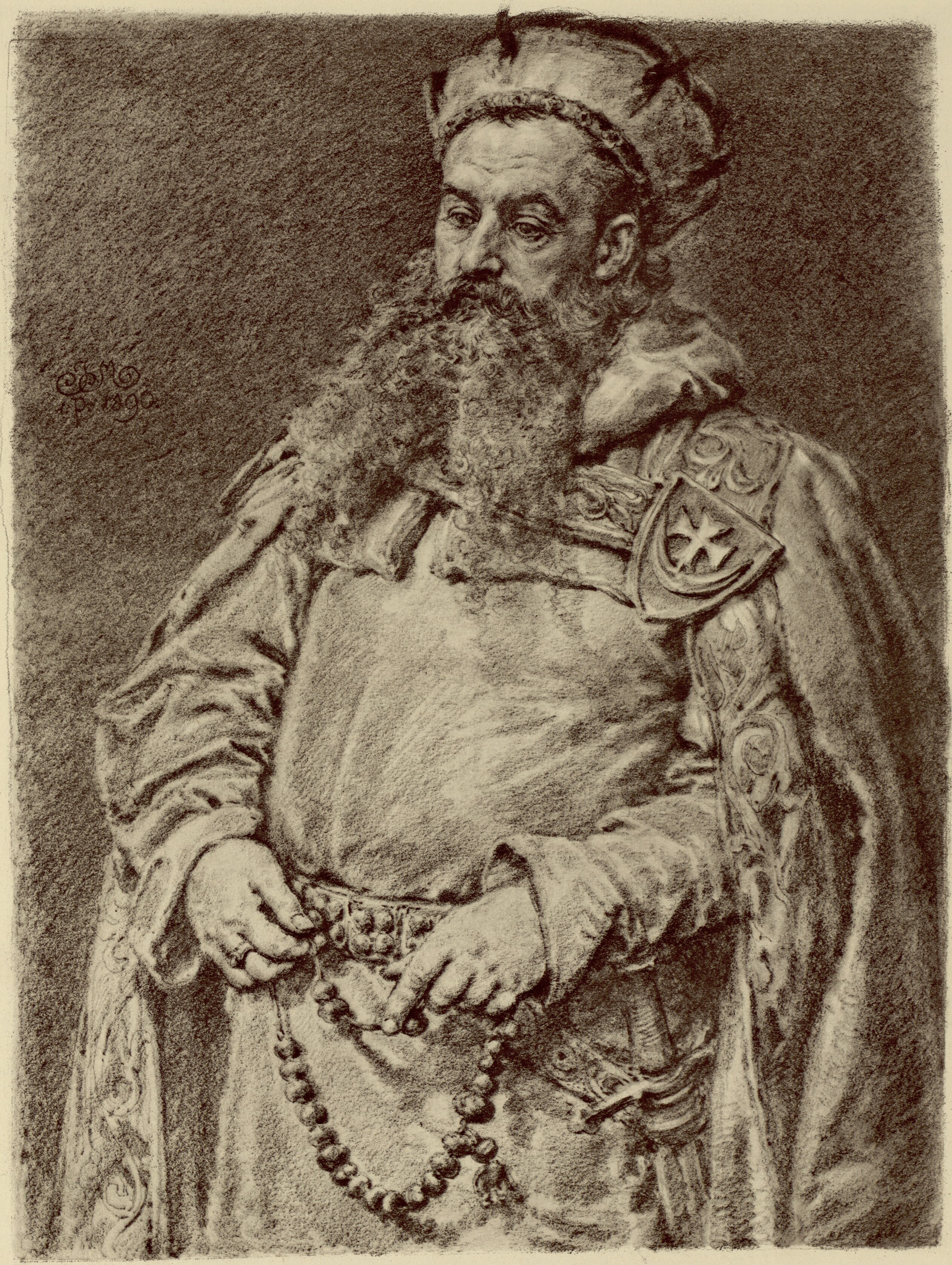
Szakállas Henrik
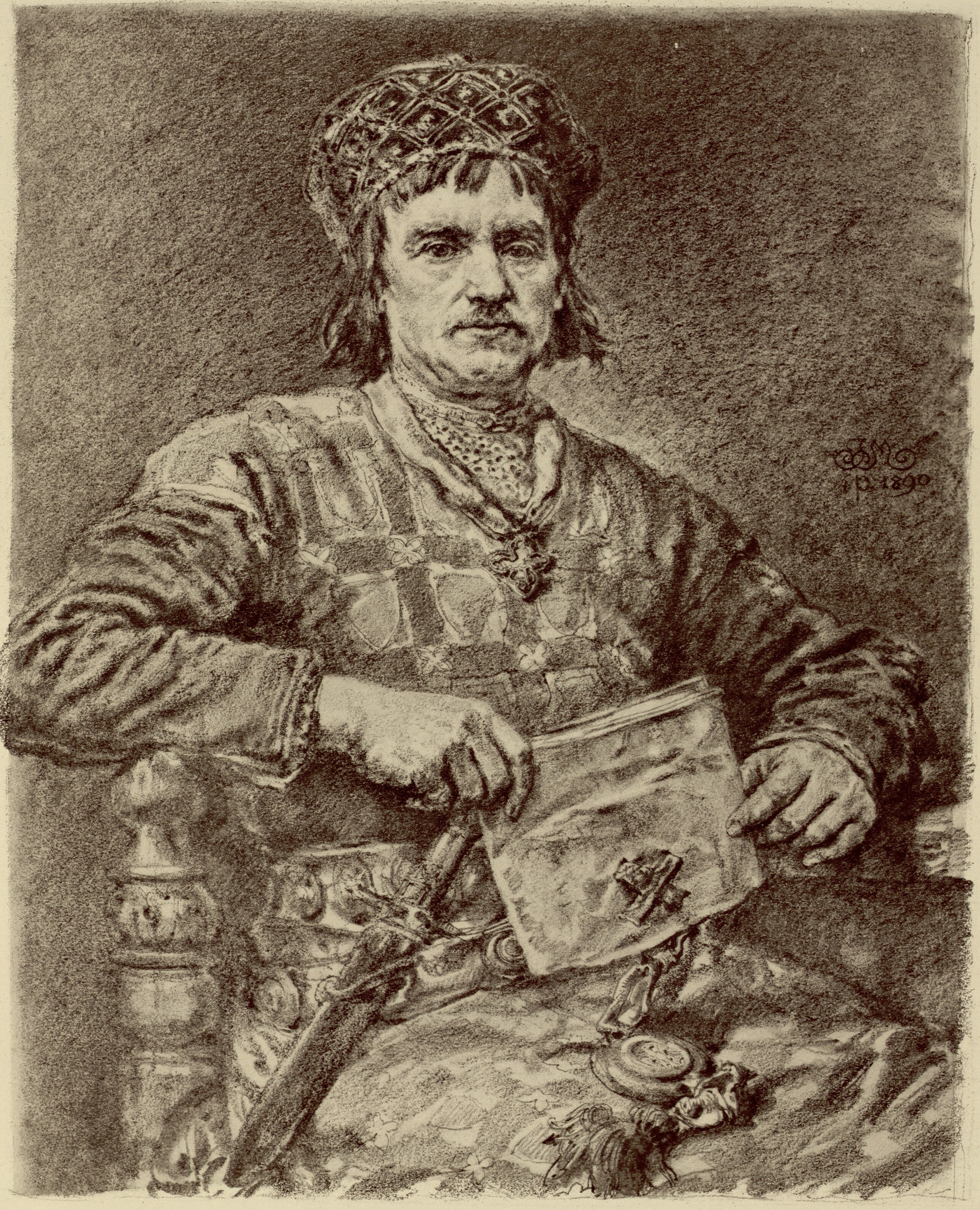
V. Szemérmes Boleszláv
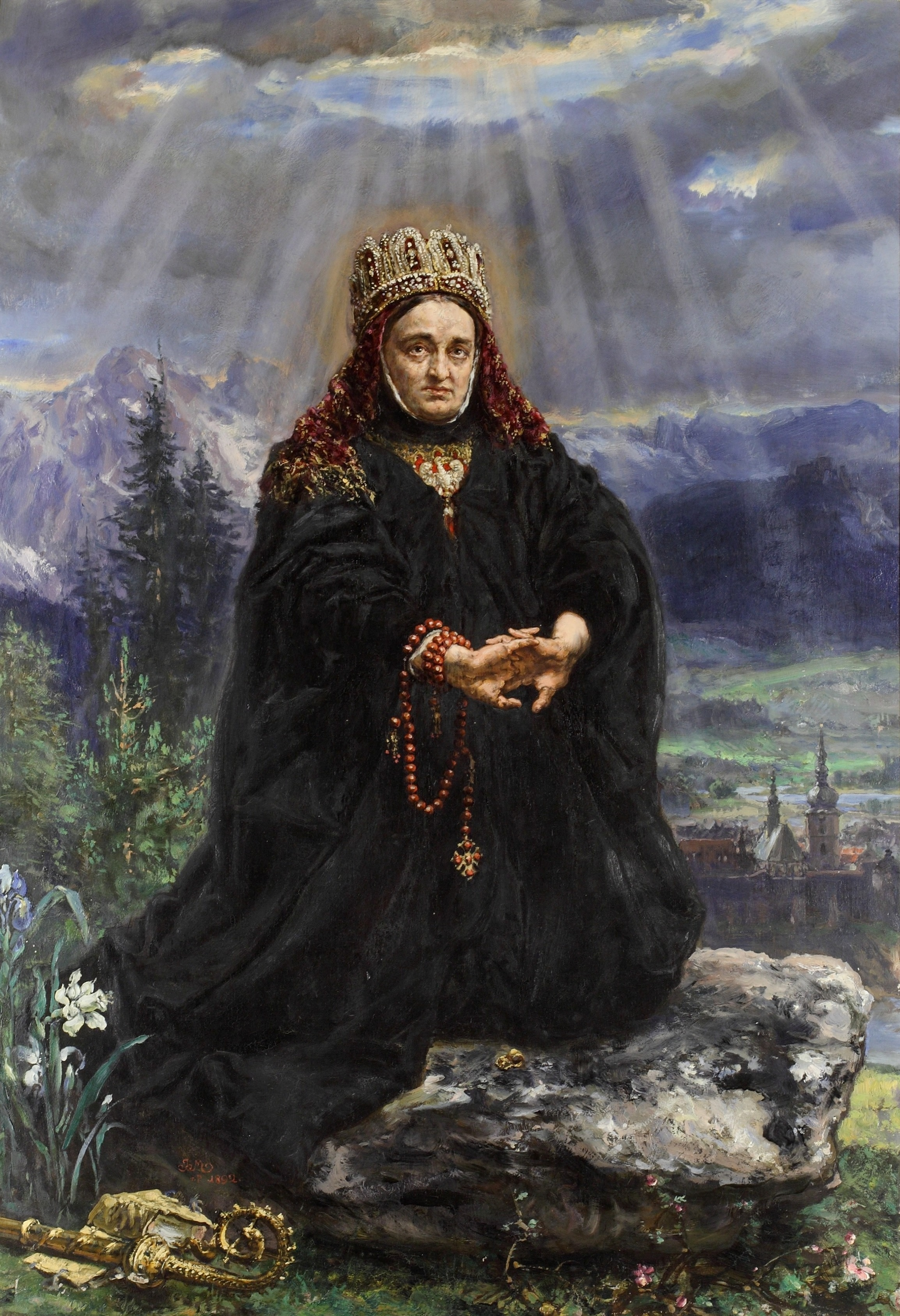
Szent Kinga
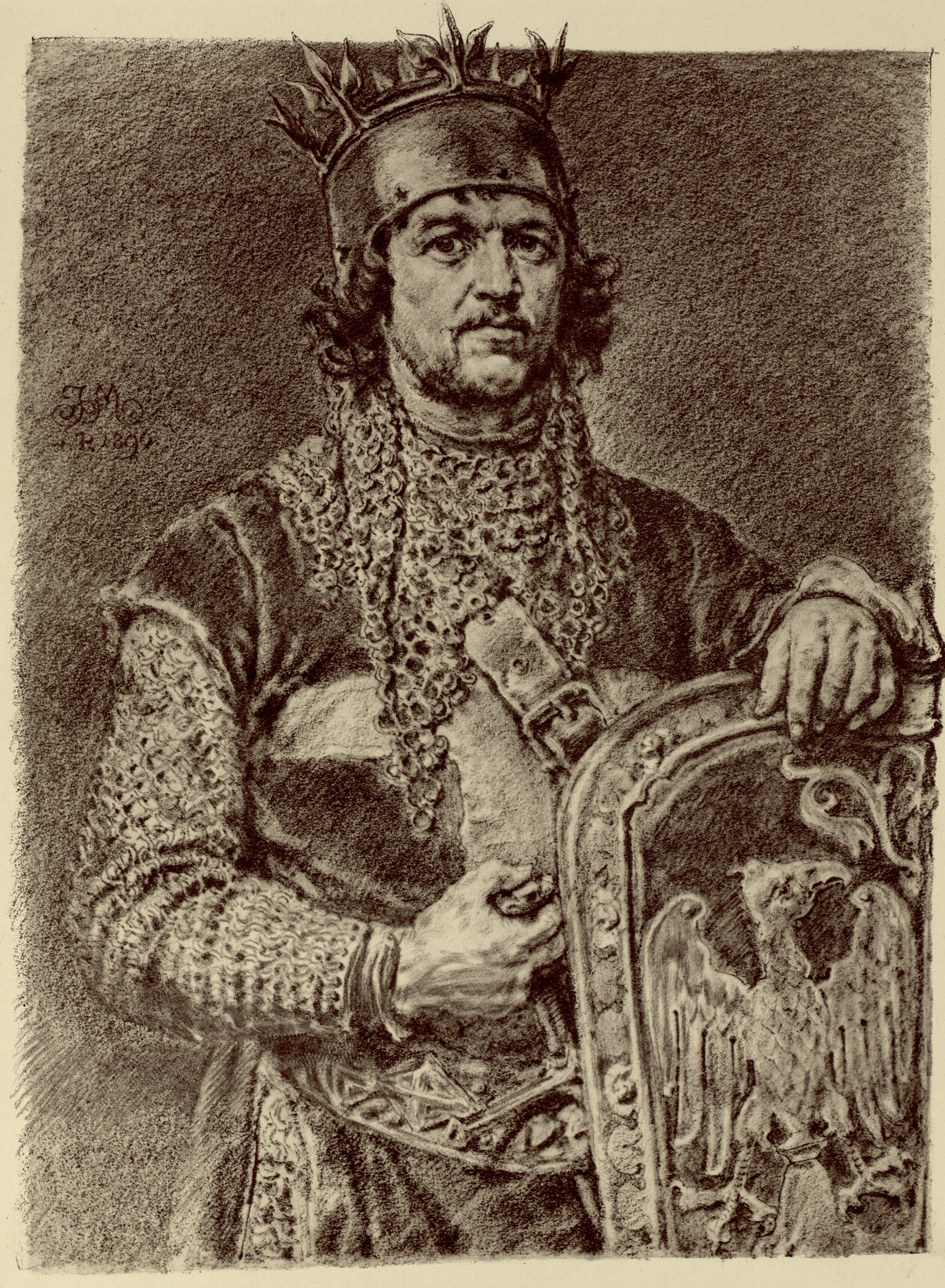
Fekete Leszek

Leszek halála után Krakkóban a hatalmat sorban átvette Hosszúlábú Ulászló, Szakallás Henrik, Mazóviai Konrád (kétszer) és Jámbor Henrik (Henryk Pobożny, Szakállas fia, kétszer). 1227 és 1243 között ezeknek a fejedelmeknek uralkodása átlagosan két évig tartott. A legsúlyosabb esemény ebben az időszakban 1241-ben következett be, amikor Orda parancsnoksága alatt a mongolok betörtek Lengyelország déli részébe, hogy megakadályozzák, hogy a lengyel fejedelmek segítséget nyújtsanak Magyarországnak. Felderítő egységeik már 1241 januárjában feltűntek Lublin és Zawichost alatt, a tényleges invázió azonban csak egy hónappal később következett be. Feldúlták Sandomierzt és Krakkót. Klemens krakkói várispánt és Włodzimierz krakkói vajdát súlyos vereség érte 1241. március 18-án Chmielniknél. Mindkét méltóság elesett, és Kis-Lengyelország, Krakkó és Sandomierz vidékével együtt a mongolok kezére került.
II. Henrik lengyel fejedelem országa nyugati határán várta a nyugati hatalmak beígért segítségét, de közben megkezdte a kis-lengyelországi hadak maradványait és saját friss alakulatait Legnica körzetébe összevonni. Az európai uralkodók azonban nem törődtek a segélykéréssel. Csak a templomos és Johannita lovagok, illetve I. Vencel cseh király képeztek kivételt, aki végül csapatait egy napi járóföldre tartotta Legnicától. A mongolok betörtek Nyugat-Sziléziába, és a legnicai csatában szétzúzták a lengyel-cseh-német lovagrendi hadsereget. A legnicai csata 1241. április 9-én zajlott le, a csatában elesett Jámbor Henrik fejedelem is. A vereség okaként általában az Európában ismeretlen harcmodort és II. Mieszko oppeln-ratibori herceg váratlan megfutamodását tartják. A sziléziai herceg haláláról két feljegyzés maradt fenn. Lengyelország szerencséjére a mongolok nem akarták elfoglalni az országot, mivel legnicai győzelmük után röviddel Morvaországon keresztül Magyarországra zúdultak, csatlakozni igyekezve Batu kán főseregéhez. Henrik ruhátlan, lefejezett holttestét özvegye azonosította néhány anatómiai részlet alapján. Henriket az általa alapított boroszlói ferences kolostorban temették el. II. Henrik eleste Legnicánál rövidesen a „Sziléziai Henrikek Monarchiájának” szétesését vonta maga után, és megakadályozta, hogy Lengyelországot még a 13. század derekán egyesítsék.
Jámbor Henrik nemcsak Krakkó, hanem Nagy-Lengyelország és Szilézia fejedelme is volt. Halála után a hatalmat Nagy-Lengyelországban Władysław Odonic fiai vették át – elsőként I. Przemysł (1241-57), majd Jámbor Boleszláv (Bolesław Pobożny, 1257-79). Boleszláv feleségül vette Jolánt, IV. Béla magyar király lányát – a házasság célja a csehek elleni szövetségkötés volt. Szilézia pedig apró fejedelemségekre darabolódott fel, amelyek már nem játszottak szerepet a lengyel politikában.
1243-ban V. Szemérmes Boleszláv (Bolesław V Wstydliwy, Fehér Leszek fia) átvette a hatalmat Krakkóban. 1247-ben feleségül vette Kingát, IV. Béla idősebb leányát. A szövetség keretében Boleszláv katonái segítséget nyújtottak a magyaroknak a csehek elleni hadjáratokban (1253, 1260, 1270), és Boleszláv igyekezett kibékíteni Bélát a fiával, Istvánnal (1266). A magyarok segítségével megkezdték a nagyarányú sóbányászatot a wieliczkai bányákban, ami komoly bevételek forrásává vált Kis-Lengyelország majd Lengyelország uralkodói számára és lehetővé tette Krakkó fejlődését. A sóbevételek többek között jövedelmet biztosítottak a Lengyelország egyesítése céljából folytatott küzdelemhez. V. István halálával (1272) a magyar-lengyel szövetség széthullott, Boleszláv szövetséget kötött II. Přemysl Ottokár, cseh királlyal.
1259-60 között Lengyelországot megint megrohanták a tatárok akiket ezúttal a halicsi oroszok is segítették.
Boleszláv 1279-ben halt meg. Utóda Krakkóban és Sandomierzben Fekete Leszek (Leszek Czarny) lett, Mazóviai Konrád unokája, akit Boleszláv örökbe fogadott (Boleszlávnak nem voltak gyerekei, mert tisztasági fogadalmat tett, ezért kapta a Szemérmes előnevet). Leszek halála után (1288) harcok törtek ki Krakkóért, aminek következtében a krakkói fejedelem Törvényes Henrik wrocławi fejedelem is lett (Henryk Probus/Prawy – Jámbor Henrik unokája).

## II. Przemysł és Łokietek Ulászló. Az állam egyesítése

Lengyelország 13. század végén

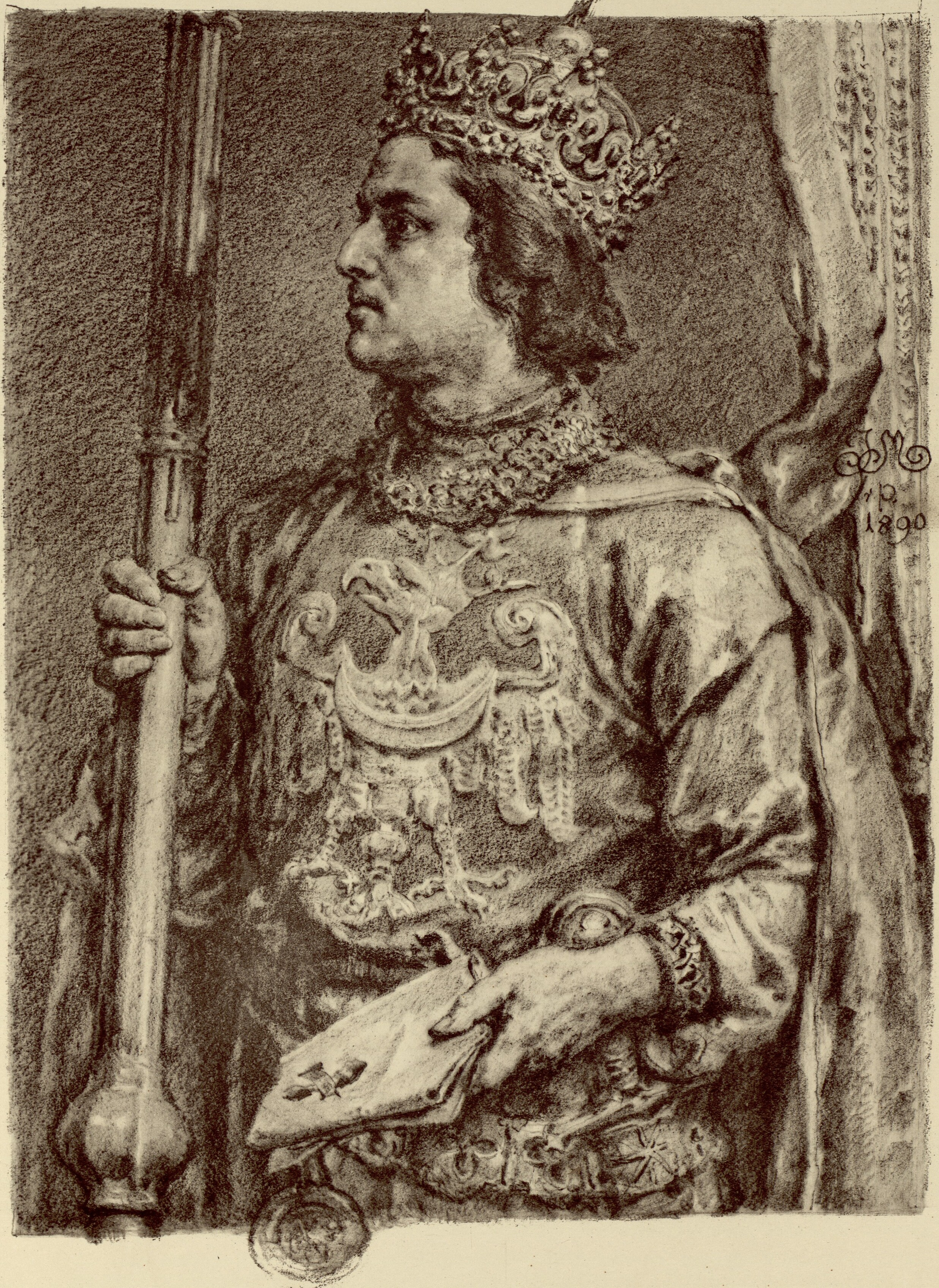
II. Przemysł
(fest. Jan Matejko)

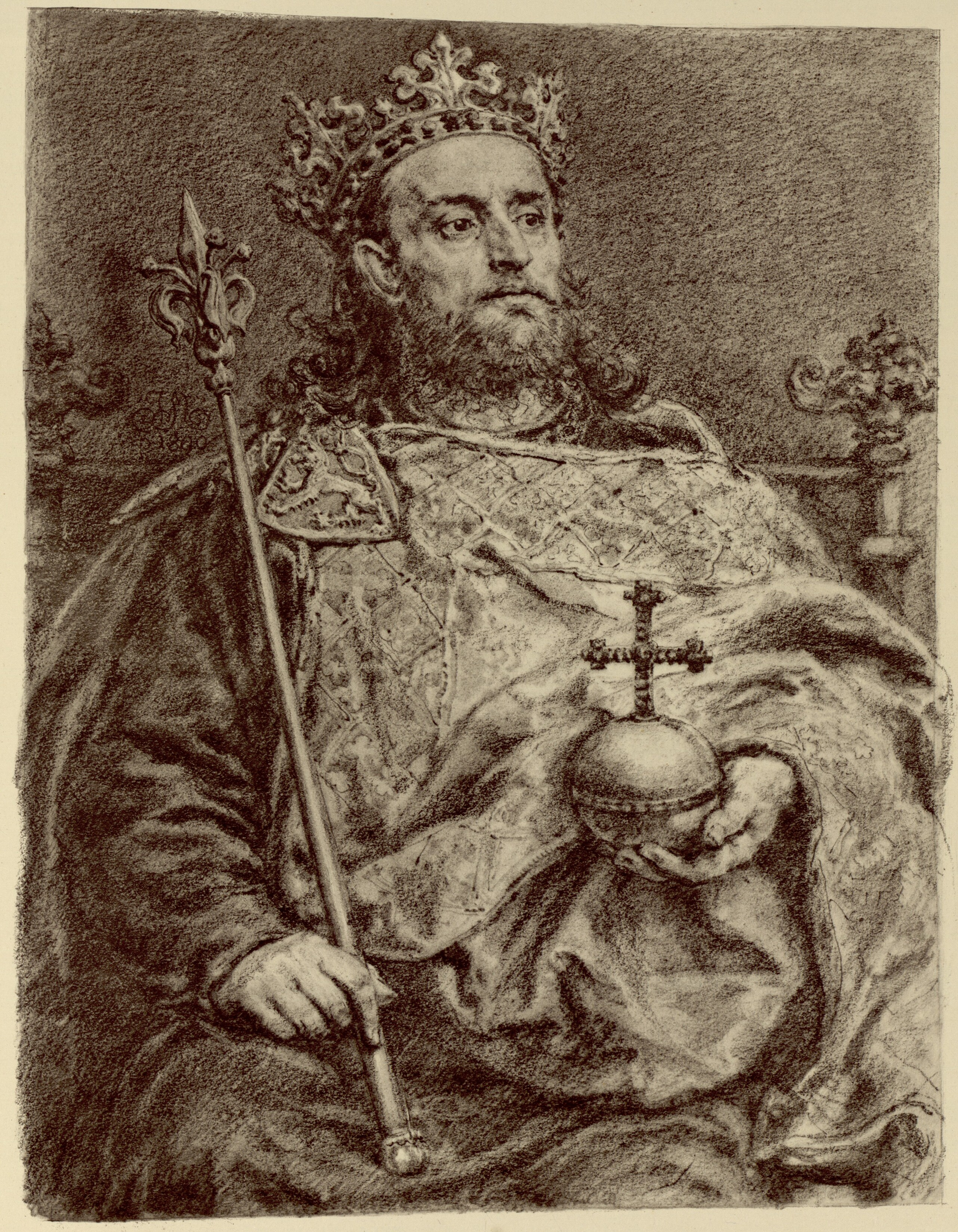
II. Vencel
(fest. Jan Matejko)

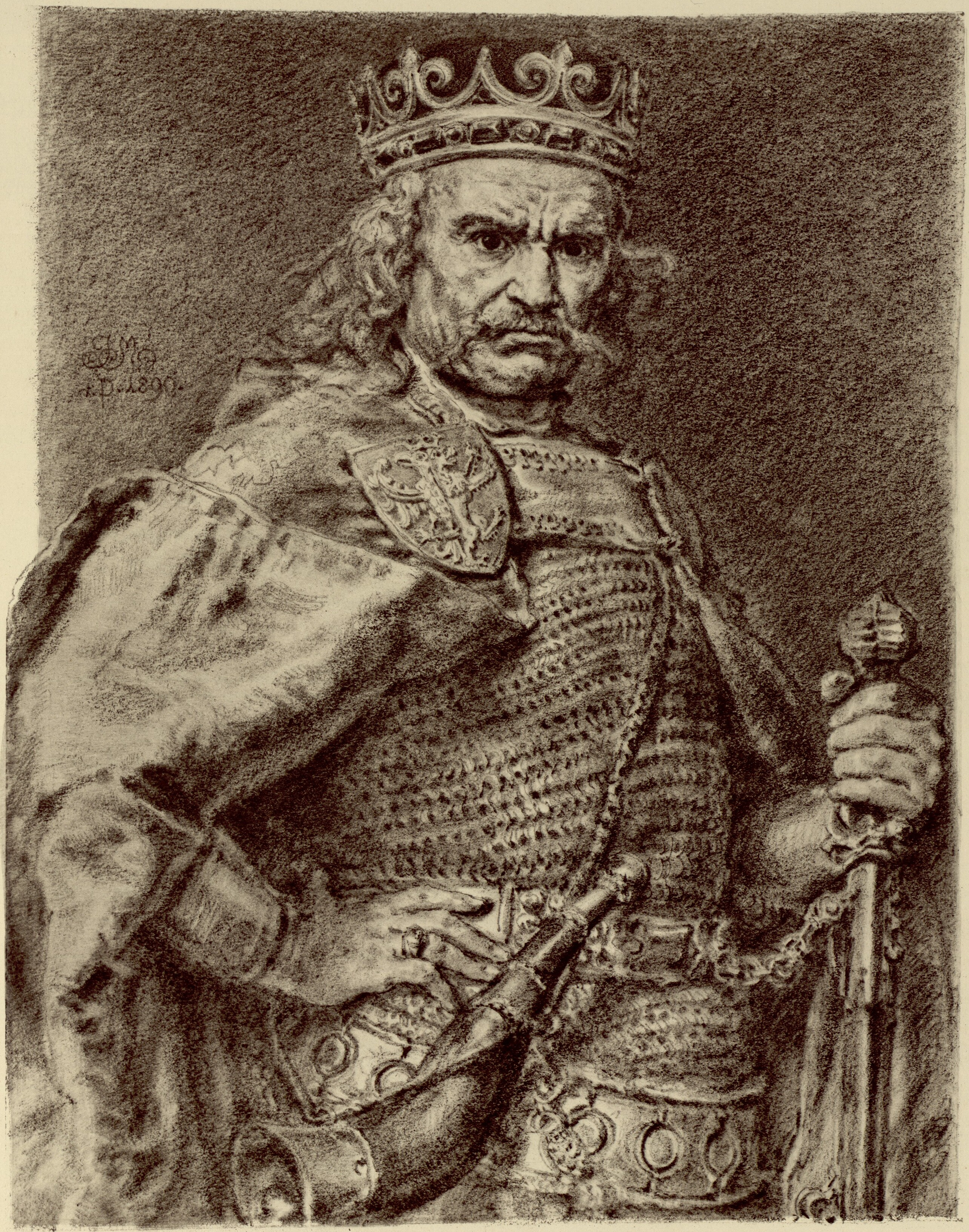
Łokietek Ulászló
(fest. Jan Matejko)

1279-ben meghalt Jámbor Boleszláv nagy-lengyelországi fejedelem is. Utódja II. Przemysł lett – I. Przemysł fia. Amikor 1290-ben gyermektelenül meghalt Törvényes Henrik fejedelem, felosztotta országrészét több fejedelem között. Kis-Lengyelországot II. Przemysł kapta meg. A nagy-lengyelországi fejedelem még ebben az évben elhagyta Krakkót, de magával vitte azt a koronát, amellyel 1076-ban Bőkezű Boleszlávot koronázták és amely addig megszakítás nélkül Krakkóban volt. Oda viszont II. Vencel cseh király vonult be és korabeli Csehország hatalmára támaszkodva megszerezte a főurak támogatását. II. Przemysł nem ismerte el Vencelt Kis-Lengyelország uralkodójának és el akarta mozdítani. Ennek érdekében szövetségeket kötött a többi fejedelemmel – többek között a kujáviai és sandomierzi, majd a łęczycai és sieradzi fejedelemmel, Łokietek Ulászlóval (Władysław Łokietek). Łokietek volt Fekete Leszek mostohaöccse, aki Sieradzban, majd Törvényes Henrik halála után Sandomierzben is uralkodott II. Przemysł jóváhagyásával. 1291-ben II. Vencel kiűzte Sandomierzből és Łokieteknek csak Sieradz és Łęczyca uralma maradt.
1294-ben, II. Mściwój pomerániai fejedelem halála után II. Przemysł Kelet-Pomerániát is átengedte. Nagy-Lengyelország és Kelet-Pomeránia egyesítése tette Przemysłt a legerősebb lengyel fejedelemmé, ami lehetővé tette megkoronázását. A koronázás Poznańban volt, 1295-ben. Lengyelország megerősödése nem tetszett Brandenburg uralkodóinak, akik sikeres merényletet szerveztek a király ellen, 1296-ban. Ezzel kihalt a Piastok nagy-lengyelországi ága, amely Öreg Mieszkóval vette kezdetét.
Przemysł halála után Nagy-Lengyelországot és Pomerániát Łokietek Ulászló foglalta el, őt ismét II. Vencel űzte ki, 1299-ben. Így Vencel meghódította majdnem az összes lengyelországi területet (Mazóvia és Nyugat-Szilézia kivételével), majd 1300-ban lengyel királlyá koronáztatta magát. II. Vencel Lengyelországban hatalmát az általa bevezetetett starosták hivatalára alapozta, ami jelentősen tökéletesítette a közigazgatást. Még a Přemysl-házzal ellenséges krónikaírók is kiemelik, hogy az egész országban jelentősen megjavult közbiztonság és megnőtt az államkincstár bevétele. A starosta hivatala némileg módosulva a mai napig megmaradt: most ez a járás ügyvezetőjének a neve.
II. Vencel megszerezte fiának a magyar trónt is. Ez nyugtalanította a szomszédait, akik Vencel ellenségeit támogatták. Łokietek Ulászló többek között segítséget kapott az orosz és magyar főuraktól (pl. Aba Amadétől) és 1304-ben visszaszerezte Sandomierzt. 1305-ben meghalt II. Vencel, lengyelországi utódja III. Vencel, a fia, lett, akit viszont 1306-ban meggyilkolták Olmützben. Ez lehetővé tette, hogy Łokietek átvegye a hatalmat Krakkóban majd Kujáviában és Kelet-Pomerániában. Nagy-Lengyelországban Łokietek ellensége, Głogówi Henrik fejedelem uralkodott, halála után (1309) harcok törtek ki, melyek során ezt a tartományt Łokietek el is foglalta (1314).
Ilyen módon Łokietek visszahódította azokat a tartományokat, amelyek 15 évvel ezelőtt II. Vencel uralma alá kerültek. Most már megpróbálhatta megszerezni a lengyel koronát is. XXII. János pápa elismerte Łokietek jogait, érvénytelenítette a Luxemburg-ház igényeit (akik a Přemysl-ház utódjai lettek Csehországban) és 1320. január 20-án Łokietek Ulászló lengyel királlyá koronáztatta magát, befejezve a területi széttagoltság időszakát.
A széttagoltság hosszú időszaka hozzájárult ahhoz, hogy az emberek erősebb kapcsolatot érezzenek saját tartományukkal, mint az egész országgal és inkább készek voltak védeni tartományukat, mint a lengyel államot. Megnőtt az arisztokrácia és az egyházi méltóságok jelentősége is. Az erős központi hatalom és az egyes fejedelmek közötti együttműködés hiánya nemcsak azt okozták, hogy Lengyelország elvesztette területe nagy részét, hanem csökkent az uralkodók kedve is az állam gyarapítása iránt. A széttagoltság időszakában önállósultak a pomerániai fejedelemségek (a nyugati brandenburgi befolyás alá került, a keletit a 14. század elején bekebelezte a lovagrendi állam). Brandenburg elfoglalta a lubusi földet, a sziléziai fejedelemségek viszont a cseh királyság befolyása alá kerültek. Mazóvia megmaradt Lengyelország hűbéresének, azonban önálló ország (egy időben szintén széttagolt) maradt egészen 1526-ig.